# Fiołkowe pole
Fiołkowe pole – czwarty singel polskiego piosenkarza Sobla z debiutanckiego albumu Pułapka na motyle wydany 12 kwietnia 2021 nakładem wytwórni Def Jam Recordings Poland. Twórcą tekstu jest Sobel, natomiast muzykę skomponował Piotrek Lewandowski. Do piosenki został zrealizowany teledysk za którego scenariusz i reżyserię odpowiada Radziej, czyli Michał Radziejewski, a za mix i mastering – Deszczu Strugi.
W grudniu 2024 singel uzyskał certyfikat dwukrotnie diamentowej płyty za sprzedaż ponad 500 tys. kopii.

## Lista utworów
- Digital download[7]

1. „Fiołkowe pole” – 2:39

## Certyfikaty i sprzedaż
| Data             | Certyfikat ZPAV     | Sprzedaż |
| ---------------- | ------------------- | -------- |
| 12 maja 2021     | złota płyta         | 10 000+  |
| 9 czerwca 2021   | platynowa płyta     | 20 000+  |
| 11 sierpnia 2021 | diamentowa płyta    | 100 000+ |
| 23 grudnia 2024  | 2× diamentowa płyta | 500 000+ |